# Neottia tianschanica
Neottia tianschanica är en orkidéart som först beskrevs av Valery Ivanovich Grubov, och fick sitt nu gällande namn av Dariusz Lucjan Szlachetko. Neottia tianschanica ingår i släktet näströtter, och familjen orkidéer. Inga underarter finns listade i Catalogue of Life.